# Francisca Muñoz
Francisca Muñoz de León Moral (1993) es una deportista española que compite en tiro en la modalidad de foso. Ganó una medalla de plata en el Campeonato Mundial de Tiro de 2018, en la prueba por equipos.

## Palmarés internacional
| Campeonato Mundial | Campeonato Mundial       | Campeonato Mundial | Campeonato Mundial |
| Año                | Lugar                    | Medalla            | Competición        |
| ------------------ | ------------------------ | ------------------ | ------------------ |
| 2018               | Changwon (Corea del Sur) | Medalla de plata   | Foso por equipos   |